# 우주수폭전
우주수폭전(This Island Earth)은 미국에서 제작된 조셉 M. 뉴맨, 잭 아놀드 감독의 1954년 영화이다. 제프 모로우 등이 주연으로 출연하였고 윌리엄 알랜드 등이 제작에 참여하였다.

## 출연

### 주연
- 제프 모로우
- 페이스 도머그

### 조연
- 랜스 풀러
- 러셀 존슨
- 더글러스 스펜서
- 로버트 니콜스
- 칼 루드비그 린트

## 제작진
- 의상: 로즈마리 오델